# نیمفیدیانوس
نیمفیدیانوس سمورنایی (یونانی: Νυμφιδιανός) فیلسوف نوافلاطونی و سوفسطایی بود که در زمان امپراتور ژولیان (حدود ۳۶۰ پس از میلاد) می‌زیست. او برادر ماکسیموس بود. ژولیان که به ماکسیموس بسیار وابسته بود، نیمفیدیانوس را مترجم و منشی یونانی خود کرد. او نیز برای نوشتن اظهارات و مناقشات مناسب‌تر بود تا نامه‌نگاری. یوناپیوس فکر می‌کرد با آن‌که نیمفیدیانوس در آتن (جایی که یوناپیوس در آن‌جا تحصیل کرده بود) تحصیل نکرده است، با این حال یک سوفسطایی شایسته است. او از برادرش ماکسیموس جان سالم به در برد و در سنین بالا درگذشت.